# Halictus resurgens
{{Bảng phân loại
| name = Halictus resurgens
| image =
| image caption =
| regnum = Animalia 
| phylum = Arthropoda 
| classis = Insecta 
| ordo = Hymenoptera
| familia = Halictidae
| subfamilia = Halictinae
| tribus = Halictini
| genus = Halictus
| species = H. resurgens
| binomial = Halictus resurgens
| binomial_authority = Nurse, 1903
| species = H. resurgens là một loài Hymenoptera trong họ Halictidae. Loài này được Nurse mô tả khoa học năm 1903.